# Colpo di pistola
Colpo di pistola è un singolo del gruppo musicale italiano Subsonica, il primo estratto dal secondo album in studio Microchip emozionale e pubblicato nel 1999.
Il brano è stato scritto da Boosta e Massimiliano Casacci per la musica, mentre dal solo Casacci per il testo.
Nonostante il gruppo avesse già avuto un discreto successo con i precedenti lavori, il singolo di "Colpo di pistola" è il primo dei Subsonica ad entrare nella top 50 dei singoli più venduti in Italia. Il brano comunque al suo massimo non andrà oltre la posizione #32.

## Video musicale
Il surreale video di "Colpo di pistola" è stato diretto da Luca Pastore ed è composto da un alternarsi di immagini e sequenze scollegate fra loro e completamente assurde, in mezzo alle quali si alternano immagini dei componenti del gruppo che eseguono il pezzo in ambienti e in situazioni grottesche. Ci sono nel video alcuni elementi ricorrenti, che sembrano dare una certa continuità allo stesso, fra i quali un divano verde, un cane dalmata, un uomo con la barba che fuma, due anziane signore, un abat-jour arancione ecc...

## Tracce
1. Colpo di pistola – 4:46
2. U.F.O. (Resident Filters Mix) – 6:22
3. U.F.O. (Terminalhead Mix) – 6:13
4. U.F.O. (Original Subsonica Version) – 6:01